# Римська тема
Ри́мська те́ма — тема в шаховій композиції логічної школи. Суть теми —  для проведення головного плану, білі змушують чорних замінити один захист на інший захист однієї і тієї ж фігури, на перший погляд аналогічний першому захисту, що призводить до послаблення позиції чорних чи покращення позиції білих.

## Історія
У 1905 році на дану ідею склали задачу німецькі шахові композитори — Карл Коккелькорн (26.11.1843 — 16.07.1914) і Йоханнес Котц (18.07.1843 — 05.10.1918).

Для досягнення мети у білих є певний головний план, який при спробі відразу втілити, спростовується ходом чорної фігури «a». Білі проводять попередню гру, змушуючи чорних відволікти свою фігуру «a» зі стратегічної лінії, а вже після цього проводять головний план, в якому чорні знову захищаються фігурою «a», причому, на перший погляд, захист є аналогічним, але призводить до послаблення позиції чорних, що й використовується білими.
Задача німецьких авторів була присвячена їхньому другу-проблемісту А. Гугліеметті, який проживав у Римі. Від цього задача дістала назву — римська, а згодом й ідея дістала назву — римська тема. З часом було встановлено, що задача з «римськими мотивами» була складена і раніше — в 1858 році, її автор Г. Кідсон.
При вираженні теми послаблення в позиції чорних може бути різноманітним — відволікання, притягування, блокування поля  (навіть віддаленого від чорного короля), відкриття лінії, закриття лінії, утворення цугцвангу, тощо. Як правило в коментарях до задач на римську тему додається уточнення типу послаблення позиції чорних, наприклад — римська тема з перекриттям, або римська тема з блокуванням, чи римська тема з відволіканням.
Ця ідея започаткувала ряд подібних по змісту тем, які об'єднані в цілу групу, яка має назву Римська група тем і належить до новонімецької школи.
|   | a | b | c | d | e | f | g | h |   |
| 8 | b7 білий кінь · e7 чорний слон · b5 білий слон · a4 білий король · d4 білий пішак · c3 чорний король · e3 білий пішак · f2 білий ферзь | b7 білий кінь · e7 чорний слон · b5 білий слон · a4 білий король · d4 білий пішак · c3 чорний король · e3 білий пішак · f2 білий ферзь | b7 білий кінь · e7 чорний слон · b5 білий слон · a4 білий король · d4 білий пішак · c3 чорний король · e3 білий пішак · f2 білий ферзь | b7 білий кінь · e7 чорний слон · b5 білий слон · a4 білий король · d4 білий пішак · c3 чорний король · e3 білий пішак · f2 білий ферзь | b7 білий кінь · e7 чорний слон · b5 білий слон · a4 білий король · d4 білий пішак · c3 чорний король · e3 білий пішак · f2 білий ферзь | b7 білий кінь · e7 чорний слон · b5 білий слон · a4 білий король · d4 білий пішак · c3 чорний король · e3 білий пішак · f2 білий ферзь | b7 білий кінь · e7 чорний слон · b5 білий слон · a4 білий король · d4 білий пішак · c3 чорний король · e3 білий пішак · f2 білий ферзь | b7 білий кінь · e7 чорний слон · b5 білий слон · a4 білий король · d4 білий пішак · c3 чорний король · e3 білий пішак · f2 білий ферзь | 8 |
| 7 | b7 білий кінь · e7 чорний слон · b5 білий слон · a4 білий король · d4 білий пішак · c3 чорний король · e3 білий пішак · f2 білий ферзь | b7 білий кінь · e7 чорний слон · b5 білий слон · a4 білий король · d4 білий пішак · c3 чорний король · e3 білий пішак · f2 білий ферзь | b7 білий кінь · e7 чорний слон · b5 білий слон · a4 білий король · d4 білий пішак · c3 чорний король · e3 білий пішак · f2 білий ферзь | b7 білий кінь · e7 чорний слон · b5 білий слон · a4 білий король · d4 білий пішак · c3 чорний король · e3 білий пішак · f2 білий ферзь | b7 білий кінь · e7 чорний слон · b5 білий слон · a4 білий король · d4 білий пішак · c3 чорний король · e3 білий пішак · f2 білий ферзь | b7 білий кінь · e7 чорний слон · b5 білий слон · a4 білий король · d4 білий пішак · c3 чорний король · e3 білий пішак · f2 білий ферзь | b7 білий кінь · e7 чорний слон · b5 білий слон · a4 білий король · d4 білий пішак · c3 чорний король · e3 білий пішак · f2 білий ферзь | b7 білий кінь · e7 чорний слон · b5 білий слон · a4 білий король · d4 білий пішак · c3 чорний король · e3 білий пішак · f2 білий ферзь | 7 |
| 6 | b7 білий кінь · e7 чорний слон · b5 білий слон · a4 білий король · d4 білий пішак · c3 чорний король · e3 білий пішак · f2 білий ферзь | b7 білий кінь · e7 чорний слон · b5 білий слон · a4 білий король · d4 білий пішак · c3 чорний король · e3 білий пішак · f2 білий ферзь | b7 білий кінь · e7 чорний слон · b5 білий слон · a4 білий король · d4 білий пішак · c3 чорний король · e3 білий пішак · f2 білий ферзь | b7 білий кінь · e7 чорний слон · b5 білий слон · a4 білий король · d4 білий пішак · c3 чорний король · e3 білий пішак · f2 білий ферзь | b7 білий кінь · e7 чорний слон · b5 білий слон · a4 білий король · d4 білий пішак · c3 чорний король · e3 білий пішак · f2 білий ферзь | b7 білий кінь · e7 чорний слон · b5 білий слон · a4 білий король · d4 білий пішак · c3 чорний король · e3 білий пішак · f2 білий ферзь | b7 білий кінь · e7 чорний слон · b5 білий слон · a4 білий король · d4 білий пішак · c3 чорний король · e3 білий пішак · f2 білий ферзь | b7 білий кінь · e7 чорний слон · b5 білий слон · a4 білий король · d4 білий пішак · c3 чорний король · e3 білий пішак · f2 білий ферзь | 6 |
| 5 | b7 білий кінь · e7 чорний слон · b5 білий слон · a4 білий король · d4 білий пішак · c3 чорний король · e3 білий пішак · f2 білий ферзь | b7 білий кінь · e7 чорний слон · b5 білий слон · a4 білий король · d4 білий пішак · c3 чорний король · e3 білий пішак · f2 білий ферзь | b7 білий кінь · e7 чорний слон · b5 білий слон · a4 білий король · d4 білий пішак · c3 чорний король · e3 білий пішак · f2 білий ферзь | b7 білий кінь · e7 чорний слон · b5 білий слон · a4 білий король · d4 білий пішак · c3 чорний король · e3 білий пішак · f2 білий ферзь | b7 білий кінь · e7 чорний слон · b5 білий слон · a4 білий король · d4 білий пішак · c3 чорний король · e3 білий пішак · f2 білий ферзь | b7 білий кінь · e7 чорний слон · b5 білий слон · a4 білий король · d4 білий пішак · c3 чорний король · e3 білий пішак · f2 білий ферзь | b7 білий кінь · e7 чорний слон · b5 білий слон · a4 білий король · d4 білий пішак · c3 чорний король · e3 білий пішак · f2 білий ферзь | b7 білий кінь · e7 чорний слон · b5 білий слон · a4 білий король · d4 білий пішак · c3 чорний король · e3 білий пішак · f2 білий ферзь | 5 |
| 4 | b7 білий кінь · e7 чорний слон · b5 білий слон · a4 білий король · d4 білий пішак · c3 чорний король · e3 білий пішак · f2 білий ферзь | b7 білий кінь · e7 чорний слон · b5 білий слон · a4 білий король · d4 білий пішак · c3 чорний король · e3 білий пішак · f2 білий ферзь | b7 білий кінь · e7 чорний слон · b5 білий слон · a4 білий король · d4 білий пішак · c3 чорний король · e3 білий пішак · f2 білий ферзь | b7 білий кінь · e7 чорний слон · b5 білий слон · a4 білий король · d4 білий пішак · c3 чорний король · e3 білий пішак · f2 білий ферзь | b7 білий кінь · e7 чорний слон · b5 білий слон · a4 білий король · d4 білий пішак · c3 чорний король · e3 білий пішак · f2 білий ферзь | b7 білий кінь · e7 чорний слон · b5 білий слон · a4 білий король · d4 білий пішак · c3 чорний король · e3 білий пішак · f2 білий ферзь | b7 білий кінь · e7 чорний слон · b5 білий слон · a4 білий король · d4 білий пішак · c3 чорний король · e3 білий пішак · f2 білий ферзь | b7 білий кінь · e7 чорний слон · b5 білий слон · a4 білий король · d4 білий пішак · c3 чорний король · e3 білий пішак · f2 білий ферзь | 4 |
| 3 | b7 білий кінь · e7 чорний слон · b5 білий слон · a4 білий король · d4 білий пішак · c3 чорний король · e3 білий пішак · f2 білий ферзь | b7 білий кінь · e7 чорний слон · b5 білий слон · a4 білий король · d4 білий пішак · c3 чорний король · e3 білий пішак · f2 білий ферзь | b7 білий кінь · e7 чорний слон · b5 білий слон · a4 білий король · d4 білий пішак · c3 чорний король · e3 білий пішак · f2 білий ферзь | b7 білий кінь · e7 чорний слон · b5 білий слон · a4 білий король · d4 білий пішак · c3 чорний король · e3 білий пішак · f2 білий ферзь | b7 білий кінь · e7 чорний слон · b5 білий слон · a4 білий король · d4 білий пішак · c3 чорний король · e3 білий пішак · f2 білий ферзь | b7 білий кінь · e7 чорний слон · b5 білий слон · a4 білий король · d4 білий пішак · c3 чорний король · e3 білий пішак · f2 білий ферзь | b7 білий кінь · e7 чорний слон · b5 білий слон · a4 білий король · d4 білий пішак · c3 чорний король · e3 білий пішак · f2 білий ферзь | b7 білий кінь · e7 чорний слон · b5 білий слон · a4 білий король · d4 білий пішак · c3 чорний король · e3 білий пішак · f2 білий ферзь | 3 |
| 2 | b7 білий кінь · e7 чорний слон · b5 білий слон · a4 білий король · d4 білий пішак · c3 чорний король · e3 білий пішак · f2 білий ферзь | b7 білий кінь · e7 чорний слон · b5 білий слон · a4 білий король · d4 білий пішак · c3 чорний король · e3 білий пішак · f2 білий ферзь | b7 білий кінь · e7 чорний слон · b5 білий слон · a4 білий король · d4 білий пішак · c3 чорний король · e3 білий пішак · f2 білий ферзь | b7 білий кінь · e7 чорний слон · b5 білий слон · a4 білий король · d4 білий пішак · c3 чорний король · e3 білий пішак · f2 білий ферзь | b7 білий кінь · e7 чорний слон · b5 білий слон · a4 білий король · d4 білий пішак · c3 чорний король · e3 білий пішак · f2 білий ферзь | b7 білий кінь · e7 чорний слон · b5 білий слон · a4 білий король · d4 білий пішак · c3 чорний король · e3 білий пішак · f2 білий ферзь | b7 білий кінь · e7 чорний слон · b5 білий слон · a4 білий король · d4 білий пішак · c3 чорний король · e3 білий пішак · f2 білий ферзь | b7 білий кінь · e7 чорний слон · b5 білий слон · a4 білий король · d4 білий пішак · c3 чорний король · e3 білий пішак · f2 білий ферзь | 2 |
| 1 | b7 білий кінь · e7 чорний слон · b5 білий слон · a4 білий король · d4 білий пішак · c3 чорний король · e3 білий пішак · f2 білий ферзь | b7 білий кінь · e7 чорний слон · b5 білий слон · a4 білий король · d4 білий пішак · c3 чорний король · e3 білий пішак · f2 білий ферзь | b7 білий кінь · e7 чорний слон · b5 білий слон · a4 білий король · d4 білий пішак · c3 чорний король · e3 білий пішак · f2 білий ферзь | b7 білий кінь · e7 чорний слон · b5 білий слон · a4 білий король · d4 білий пішак · c3 чорний король · e3 білий пішак · f2 білий ферзь | b7 білий кінь · e7 чорний слон · b5 білий слон · a4 білий король · d4 білий пішак · c3 чорний король · e3 білий пішак · f2 білий ферзь | b7 білий кінь · e7 чорний слон · b5 білий слон · a4 білий король · d4 білий пішак · c3 чорний король · e3 білий пішак · f2 білий ферзь | b7 білий кінь · e7 чорний слон · b5 білий слон · a4 білий король · d4 білий пішак · c3 чорний король · e3 білий пішак · f2 білий ферзь | b7 білий кінь · e7 чорний слон · b5 білий слон · a4 білий король · d4 білий пішак · c3 чорний король · e3 білий пішак · f2 білий ферзь | 1 |
|   | a | b | c | d | e | f | g | h |   |

	
1. De2? Lg5! 2.Ld3 ~ 3. Dc2#, 2. ... L:e3!
1. Sd6! L:d6 2. De2! Lf4! 3.ef K:d4 4. De5#
Римська тема з відволіканням слона.

## Тема в етюдному жанрі
В етюді вперше римську тему виразив латиський гросмейстер Германіс Матісонс (28.12.1894 - 16.11.1932).
|   | a | b | c | d | e | f | g | h |   |
| 8 | a8 білий король · e6 білий пішак · g5 чорний слон · a4 білий пішак · f4 чорний кінь · b3 чорний король | a8 білий король · e6 білий пішак · g5 чорний слон · a4 білий пішак · f4 чорний кінь · b3 чорний король | a8 білий король · e6 білий пішак · g5 чорний слон · a4 білий пішак · f4 чорний кінь · b3 чорний король | a8 білий король · e6 білий пішак · g5 чорний слон · a4 білий пішак · f4 чорний кінь · b3 чорний король | a8 білий король · e6 білий пішак · g5 чорний слон · a4 білий пішак · f4 чорний кінь · b3 чорний король | a8 білий король · e6 білий пішак · g5 чорний слон · a4 білий пішак · f4 чорний кінь · b3 чорний король | a8 білий король · e6 білий пішак · g5 чорний слон · a4 білий пішак · f4 чорний кінь · b3 чорний король | a8 білий король · e6 білий пішак · g5 чорний слон · a4 білий пішак · f4 чорний кінь · b3 чорний король | 8 |
| 7 | a8 білий король · e6 білий пішак · g5 чорний слон · a4 білий пішак · f4 чорний кінь · b3 чорний король | a8 білий король · e6 білий пішак · g5 чорний слон · a4 білий пішак · f4 чорний кінь · b3 чорний король | a8 білий король · e6 білий пішак · g5 чорний слон · a4 білий пішак · f4 чорний кінь · b3 чорний король | a8 білий король · e6 білий пішак · g5 чорний слон · a4 білий пішак · f4 чорний кінь · b3 чорний король | a8 білий король · e6 білий пішак · g5 чорний слон · a4 білий пішак · f4 чорний кінь · b3 чорний король | a8 білий король · e6 білий пішак · g5 чорний слон · a4 білий пішак · f4 чорний кінь · b3 чорний король | a8 білий король · e6 білий пішак · g5 чорний слон · a4 білий пішак · f4 чорний кінь · b3 чорний король | a8 білий король · e6 білий пішак · g5 чорний слон · a4 білий пішак · f4 чорний кінь · b3 чорний король | 7 |
| 6 | a8 білий король · e6 білий пішак · g5 чорний слон · a4 білий пішак · f4 чорний кінь · b3 чорний король | a8 білий король · e6 білий пішак · g5 чорний слон · a4 білий пішак · f4 чорний кінь · b3 чорний король | a8 білий король · e6 білий пішак · g5 чорний слон · a4 білий пішак · f4 чорний кінь · b3 чорний король | a8 білий король · e6 білий пішак · g5 чорний слон · a4 білий пішак · f4 чорний кінь · b3 чорний король | a8 білий король · e6 білий пішак · g5 чорний слон · a4 білий пішак · f4 чорний кінь · b3 чорний король | a8 білий король · e6 білий пішак · g5 чорний слон · a4 білий пішак · f4 чорний кінь · b3 чорний король | a8 білий король · e6 білий пішак · g5 чорний слон · a4 білий пішак · f4 чорний кінь · b3 чорний король | a8 білий король · e6 білий пішак · g5 чорний слон · a4 білий пішак · f4 чорний кінь · b3 чорний король | 6 |
| 5 | a8 білий король · e6 білий пішак · g5 чорний слон · a4 білий пішак · f4 чорний кінь · b3 чорний король | a8 білий король · e6 білий пішак · g5 чорний слон · a4 білий пішак · f4 чорний кінь · b3 чорний король | a8 білий король · e6 білий пішак · g5 чорний слон · a4 білий пішак · f4 чорний кінь · b3 чорний король | a8 білий король · e6 білий пішак · g5 чорний слон · a4 білий пішак · f4 чорний кінь · b3 чорний король | a8 білий король · e6 білий пішак · g5 чорний слон · a4 білий пішак · f4 чорний кінь · b3 чорний король | a8 білий король · e6 білий пішак · g5 чорний слон · a4 білий пішак · f4 чорний кінь · b3 чорний король | a8 білий король · e6 білий пішак · g5 чорний слон · a4 білий пішак · f4 чорний кінь · b3 чорний король | a8 білий король · e6 білий пішак · g5 чорний слон · a4 білий пішак · f4 чорний кінь · b3 чорний король | 5 |
| 4 | a8 білий король · e6 білий пішак · g5 чорний слон · a4 білий пішак · f4 чорний кінь · b3 чорний король | a8 білий король · e6 білий пішак · g5 чорний слон · a4 білий пішак · f4 чорний кінь · b3 чорний король | a8 білий король · e6 білий пішак · g5 чорний слон · a4 білий пішак · f4 чорний кінь · b3 чорний король | a8 білий король · e6 білий пішак · g5 чорний слон · a4 білий пішак · f4 чорний кінь · b3 чорний король | a8 білий король · e6 білий пішак · g5 чорний слон · a4 білий пішак · f4 чорний кінь · b3 чорний король | a8 білий король · e6 білий пішак · g5 чорний слон · a4 білий пішак · f4 чорний кінь · b3 чорний король | a8 білий король · e6 білий пішак · g5 чорний слон · a4 білий пішак · f4 чорний кінь · b3 чорний король | a8 білий король · e6 білий пішак · g5 чорний слон · a4 білий пішак · f4 чорний кінь · b3 чорний король | 4 |
| 3 | a8 білий король · e6 білий пішак · g5 чорний слон · a4 білий пішак · f4 чорний кінь · b3 чорний король | a8 білий король · e6 білий пішак · g5 чорний слон · a4 білий пішак · f4 чорний кінь · b3 чорний король | a8 білий король · e6 білий пішак · g5 чорний слон · a4 білий пішак · f4 чорний кінь · b3 чорний король | a8 білий король · e6 білий пішак · g5 чорний слон · a4 білий пішак · f4 чорний кінь · b3 чорний король | a8 білий король · e6 білий пішак · g5 чорний слон · a4 білий пішак · f4 чорний кінь · b3 чорний король | a8 білий король · e6 білий пішак · g5 чорний слон · a4 білий пішак · f4 чорний кінь · b3 чорний король | a8 білий король · e6 білий пішак · g5 чорний слон · a4 білий пішак · f4 чорний кінь · b3 чорний король | a8 білий король · e6 білий пішак · g5 чорний слон · a4 білий пішак · f4 чорний кінь · b3 чорний король | 3 |
| 2 | a8 білий король · e6 білий пішак · g5 чорний слон · a4 білий пішак · f4 чорний кінь · b3 чорний король | a8 білий король · e6 білий пішак · g5 чорний слон · a4 білий пішак · f4 чорний кінь · b3 чорний король | a8 білий король · e6 білий пішак · g5 чорний слон · a4 білий пішак · f4 чорний кінь · b3 чорний король | a8 білий король · e6 білий пішак · g5 чорний слон · a4 білий пішак · f4 чорний кінь · b3 чорний король | a8 білий король · e6 білий пішак · g5 чорний слон · a4 білий пішак · f4 чорний кінь · b3 чорний король | a8 білий король · e6 білий пішак · g5 чорний слон · a4 білий пішак · f4 чорний кінь · b3 чорний король | a8 білий король · e6 білий пішак · g5 чорний слон · a4 білий пішак · f4 чорний кінь · b3 чорний король | a8 білий король · e6 білий пішак · g5 чорний слон · a4 білий пішак · f4 чорний кінь · b3 чорний король | 2 |
| 1 | a8 білий король · e6 білий пішак · g5 чорний слон · a4 білий пішак · f4 чорний кінь · b3 чорний король | a8 білий король · e6 білий пішак · g5 чорний слон · a4 білий пішак · f4 чорний кінь · b3 чорний король | a8 білий король · e6 білий пішак · g5 чорний слон · a4 білий пішак · f4 чорний кінь · b3 чорний король | a8 білий король · e6 білий пішак · g5 чорний слон · a4 білий пішак · f4 чорний кінь · b3 чорний король | a8 білий король · e6 білий пішак · g5 чорний слон · a4 білий пішак · f4 чорний кінь · b3 чорний король | a8 білий король · e6 білий пішак · g5 чорний слон · a4 білий пішак · f4 чорний кінь · b3 чорний король | a8 білий король · e6 білий пішак · g5 чорний слон · a4 білий пішак · f4 чорний кінь · b3 чорний король | a8 білий король · e6 білий пішак · g5 чорний слон · a4 білий пішак · f4 чорний кінь · b3 чорний король | 1 |
|   | a | b | c | d | e | f | g | h |   |

	
1. a5? S:e6  2. a6  Le3  3. Kb7 Sc5+
4. Kb6 Se4+ 5.Kb7 Sd6+ 6. Kc6 Sc8.
1. e7!  L:e7  2. a5   Se6  3. a6 Sd8 4. Kb8! Lc5
5. Kc7 Se6+ 6.Kb7! Sd8+ 7. Kc7 ... — позиційна нічия.
Римська тема з блокуванням поля «с5» чорним слоном.